# Mike Teunissen
Mike Teunissen (Ysselsteyn, Venray, 25 d'agost de 1992) és un ciclista neerlandès, professional des del 2013 i actualment a l'equip XDS Astana Team. Combina la carretera amb el ciclocròs. En el seu palmarès destaca la general dels Quatre dies de Dunkerque del 2019 i, sobretot, una etapa al Tour de França del mateix any, cursa que liderà durant tres etapes.

## Palmarès en ciclocròs
- 2012-2013
  -  Campió del món sub-23 en ciclocròs
  -  Campió d'Europa en ciclocròs sub-23

## Palmarès en ruta
- 2012
  - 1r a la Ronde van Midden-Brabant
  - 1r a la Slag om Norg
  - Vencedor d'una etapa a la Volta a la província de Namur
- 2013
  - 1r al Baronie Breda Classic
- 2014
  - 1r al Baronie Breda Classic
  - 1r a la París-Roubaix sub-23
  - 1r a la París-Tours sub-23
- 2015
  - Vencedor d'una etapa del Tour de l'Ain
- 2019
  - 1r als Quatre dies de Dunkerque i vencedor de 2 etapes
  - 1r al Ster ZLM Toer
  - Vencedor d'una etapa del Tour de França
- 2023
  - Vencedor d'una etapa de la Volta a Noruega
  - Vencedor d'una etapa al Tour del Benelux

### Resultats a la Volta a Espanya
- 2015. 104è de la classificació general
- 2018. 109è de la classificació general
- 2022. 91è de la classificació general

### Resultats al Tour de França
- 2017. 129è de la classificació general
- 2019. 101è de la classificació general. Vencedor d'una etapa.  Porta el mallot groc durant 3 etapes
- 2021. 76è de la classificació general
- 2023. 103è de la classificació general
- 2024. 93è de la classificació general